# Zaisu

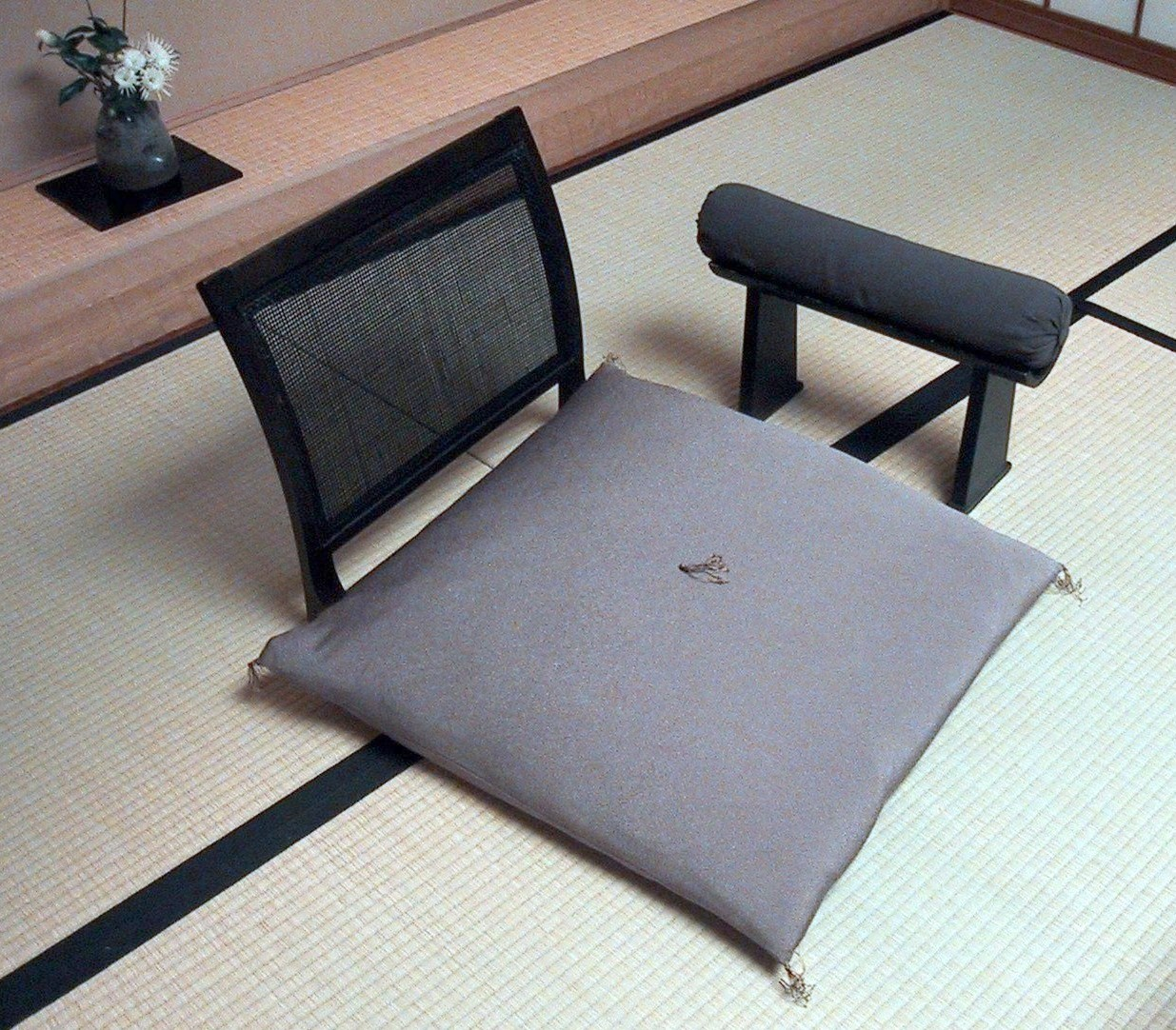
Una zaisu, en la fotografía junto con un zabuton y kyōsoku.

A zaisu (座椅子?) es una silla japonesa sin patas pero con un respaldo normal. A menudo se encuentran en habitaciones tradicionales con tatami, y se utilizan a menudo para relajarse bajo las mesas "kotatsu" calentadas.
Tradicionalmente, el estilo correcto para sentarse en Japón es "seiza", arrodillarse con el peso encima de la parte inferior de las piernas, que se dobla debajo del cuerpo. Sin embargo, esto puede volverse doloroso después de largos períodos de tiempo o para las personas que no están acostumbradas, por lo que muchos prefieren el zaisu, donde se apoya la espalda y las piernas se pueden colocar más cómodamente.
Los zaisu vienen en muchos estilos y pueden tener un cojín incorporado o usarse con un zabuton. Para una disposición de los asientos aún más relajada, también se puede usar un apoyabrazos de estilo japonés llamado kyōsoku ( 脇 息).
Los zaisu son muy comunes en Japón, particularmente en casas con habitaciones tradicionales de estilo japonés (washitsu) donde las mesas bajas y sentarse en un piso de tatami son comunes. Son para relajarse en una noche fría debajo de una mesa kotatsu con calefacción.